# Gausfred I
Gausfred I van Empúries en Rosselló (? - 991), was graaf van Empúries en Rosselló van 931 tot aan zijn dood in 991.
Hij was de zoon van graaf Gausbert van Empúries en Rosselló. Hij heeft het gezag van zijn adellijke familie versterkt door tijdens zijn regering de drie graafschappen  Rosselló, Peralada en Empúries samen te houden. Hij huwde een eerste keer met Ava Guisla van Roergue, met wie hij vier kinderen had. Zij was waarschijnlijk een dochter van graaf Raimon van Roergue.
- Hugo I van Empúries (omstreeks 965-1040), graaf van Empúries en Peralada
- Sunyer van Empúries (?- omstreeks 978), bisschop van Elna
- Guislabert I van Rosselló (?-1013), graaf van Rosselló
- Guisla van Empúries

Hij huwde voor een tweede keer met een zekere Sybilla, met wie hij geen kinderen had. Per testament heeft hij in 989 dan toch besloten zijn leen dan toch in twee te verdelen tussen zijn zoons. Hugo kreeg Empúries en Perelada en Guislabert de Rosselló.